# Costellipitar tumidus
Costellipitar tumidus is een tweekleppigensoort uit de familie van de Veneridae. De wetenschappelijke naam van de soort is voor het eerst geldig gepubliceerd in 1895 door G.B. Sowerby III.